# Жълтика
Жълтика е село в Южна България. То се намира в община Джебел, област Кърджали.

## География
Село Жълтика се намира в планински район, на надморска височина около 690 м и заема площ от 4,373 кв. км. Разположено е на 33 км югозападно от областния център Кърджали и на 14 км северозападно от Джебел.

## Население
Преброяване на населението през 2011 г.
Численост и дял на етническите групи според преброяването на населението през 2011 г.:
|                     | Численост | Дял (в %) |
| Общо                | 43        | 100,00    |
| Българи             | 0         | 0,00      |
| Турци               | 42        | 97,67     |
| Цигани              | 0         | 0,00      |
| Други               | 0         | 0,00      |
| Не се самоопределят | 0         | 0,00      |
| Неотговорили        | 0         | 0,00      |

## Име
Името на селото е частичен превод от първоначалното му название Саръ йер (от тур. „sarı“ (жълт)).

## История
Жълтика е водеща се към село Щерна населена местност до 1986 г., когато с Указ № 970/обн. 04.04.1986 г. тя бива отделена като самостоятелно селище.

## Забележителности
Крепост Асар - останки от някогашна крепост, намиращи се на около половин километър северозападно от центъра на селото.